# 自由朝鮮放送
自由朝鮮放送（じゆうちょうせんほうそう、英称：Radio Free Chosun、略称：RFC）は、韓国から北朝鮮に向けて行っている対北放送の一つ。
放送言語は朝鮮語のみで以下の周波数で放送されている。

## 周波数
| 放送時間（KST） | 周波数  |
| --------------- | ------- |
| 20:00-22:00     | 7200kHz |
| 06:00-07:00     | 5985kHz |

※韓国標準時＝UTC+9
- 周波数は2020年11月現在[1]。

## その他
- 2014年11月26日 開かれた北韓放送、デイリーNK、OTVの各者及び、自由朝鮮放送を加えた対北4団体は、国民統一放送発起人大会を催し、対北放送媒体「国民統一放送(국민통일방송)」を設立する事を明らかにした。 また同年12月13日付で行われた日本国法務省と、「ふるさとの風」の放送主体でもある政府拉致問題対策本部が主催する「対北朝鮮ラジオ放送シンポジウム - 北朝鮮の人権問題・拉致問題とラジオ放送の役割」への同発起団体対北放送関係者の参加を前にして、朝鮮中央通信論評は同年12月9日付でwebサイトネナラ等を通じ此れ等発起人各団体への名指しでの批難を行い、朝鮮の声放送(同12日付)、等対外放送によっても同論評による批難の声明を放送した。
- 2019年3月に北朝鮮の反体制組織とされる千里馬民間防衛が臨時政府「自由朝鮮」の設立を発表したが、「自由朝鮮」の実体は不明であり、この放送局とは「北朝鮮の民主化を目指す」という共通の目的はあるものの直接の関係はない。